# Les Nuits rouges du bourreau de jade
Les Nuits rouges du Bourreau de Jade és una pel·lícula giallo slasher francesa de Hong Kong del 2010 dirigida per Julien Carbon i Laurent Courtiaud. És un thriller i una història de terror eròtic. Els cineastes l'anomenen un giallo de Hong Kong amb misteri, assassinats (sàdics), fetitxisme i dones. La pel·lícula es va presentar al Festival Internacional de Cinema de Toronto 2010 a la Secció Midnight Madness.

## Argument
Hi ha una llegenda d'un botxí que va crear un verí que va portar la mort a través del plaer absolut. Aquesta llegenda es repeteix avui dia quan una dona francesa fuig a Hong Kong després de matar el seu amant i robar-li un vell artefacte que contenia aquest verí. Coneix un mafiós de Taiwan i una assassina epicúria i sàdica, que tots volen aconseguir el preciós verí.

## Repartiment
- Frédérique Bel com a Catherine Trinquier
- Carrie Ng com a Carrie Chan
- Carole Brana com a Sandrine Lado
- Stefan Wong com a Patrick
- Kotone Amamiya com a Tulipa
- Maria Chen com a Flora
- Jack Kao com el senyor Ko

## Reconeixements
Seppuku Paradigm va rebre el premi a la millor banda sonora al XLIII Festival Internacional de Cinema Fantàstic de Catalunya. També fou nominat al Corb d’Argent al millor director al Festival Internacional de Cinema Fantàstic de Brussel·les